# 城南スタジアム
城南スタジアム（ソンナムスタジアム、英語：Seongnam Stadium）は、韓国の京畿道城南市にある競技場である。

## 概要
同スタジアムは1974年より建設が始められ、1984年に竣工した。
1986年アジア競技大会及び1988年ソウルオリンピックでは、フィールドホッケーの会場として使用された。
また、大韓民国プロサッカーリーグ（Kリーグ）の城南一和のホームスタジアムとして2002年から2004年まで使用された。
2019年シーズン炭川総合運動場の芝張替えに伴い、序盤の城南FCホームスタジアムとして使用される。